# لین استیوارت
لین استیوارت (انگلیسی: Lynn Stewart؛ زادهٔ ۱۰ اکتبر ۱۹۴۳) کارآفرین، رستوران‌دار و مدیر اجرایی بازنشسته اهل ایالات متحده آمریکا است، که در سال ۱۹۸۳ رستوران‌های زنجیره‌ای هوترس را در شهر کلیرواتر، فلوریدا تاسیس کرد. این شرکت هم‌اکنون مالک شبکه‌ای از ۴۳۰ شعبه در ۲۸ کشور می‌باشد.